# Rosenrot (kislemez)
A Rosenrot (magyarul Rózsa-vörös) a második kislemez a német metal zenekar, a Rammstein Rosenrot című stúdióalbumáról.
A „Rosenrot” szám nagy várakozást keltett a rajongók körében, mivel eredetileg ez lett volna az együttes első kislemeze a negyedik stúdióalbumról (Reise, Reise). A szám végül még a lemezre sem került föl, helyhiány miatt.
A dalszövegben utalások vannak Goethe egy versére (Heidenröslein), és a Grimm testvérek egy meséjére is (Schneeweißchen und Rosenrot).
A kislemez Németországban 2005. december 16-án került a boltokba, Magyarországon pedig három nappal később.

## Videó
A videóban a tagok láthatóak, amint szerzetesekként egy faluba látogatnak. A történet arról szól, hogy az énekes Till Lindemann beleszeret egy helyi lányba, akit egy ünnepségen ismer meg. Emiatt teljesen elhanyagolja kötelező teendőit. A lány kérésére később megöli annak szüleit, majd mikor kijön a házból, a lányra mosolyog. Ő visszamosolyog, és elkezd sikítani. Erre a lány mögül, a sötétből előtűnnek a helyiek, köztük a szerzetesek, és elhurcolják Tillt. A történet végén máglyán elégetik a gyilkost. A máglya körül vannak Till társai is, és a lány is, és égő fadarabokat dobnak a máglyára. Közben látható, amint a lány egy másik férfi (Christian Florenz) vállára hajol.

A videó híven tükrözi a vers tartalmát is. Egy fiút megkér a szerelme, hogy hozzon le neki egy rózsát egy hegyről. A fiú elindul, de lezuhan egy szikláról és szörnyethal.
A klipet 2005 novemberében forgatták a Kárpátokban: Magurán, Brassó megyében. A rendező ismét Zoran Bihac volt, ő rendezte az együttes Links 2 3 4, és Mein Teil klipjét is.

A benne szereplő lány (Catalina Lavric) egy román modell, és 14 éves volt a videó készültekor.

## Számok
1. Rosenrot (3:54)
2. Rosenrot The Tweaker Remix by Chris Vrenna) (4:34)
3. Rosenrot (Northern Lite Remix by Northern Lite) (4:45)
4. Rosenrot (3AM At Cosy Remix by Jagz Kooner) (4:50)

## Külső hivatkozások
- Dalszöveg németül és angolul Archiválva 2011. május 27-i dátummal a Wayback Machine-ben
- Dalszöveg magyarul